# فانيسا غرينير
فانيسا غرينير هي متزلجة فنية كندية، ولدت في 15 أبريل 1992 في شيربروك في كندا.

## وصلات خارجية
- فانيسا غرينير على موقع الاتحاد الدولي للتزلج (الإنجليزية)
- فانيسا غرينير على موقع الاتحاد الدولي للتزلج (الإنجليزية)